# 아이아이 (음악 그룹)
아이아이(ii)는 대한민국의 여성  듀오 음악 그룹이다.

## 앨범
- 2018년 싱글 앨범 '모던 클래식'